# Kawęczyn (Turek)
Pour les articles homonymes, voir Kawęczyn.
Kawęczyn est une localité polonaise, siège de la gmina rurale de Kawęczyn, située dans le powiat de Turek en voïvodie de Grande-Pologne. Elle se trouve à environ 13 kilomètres au sud de Turek et 123 km au sud-est de Poznań, la capitale régionale. 

## Géographie

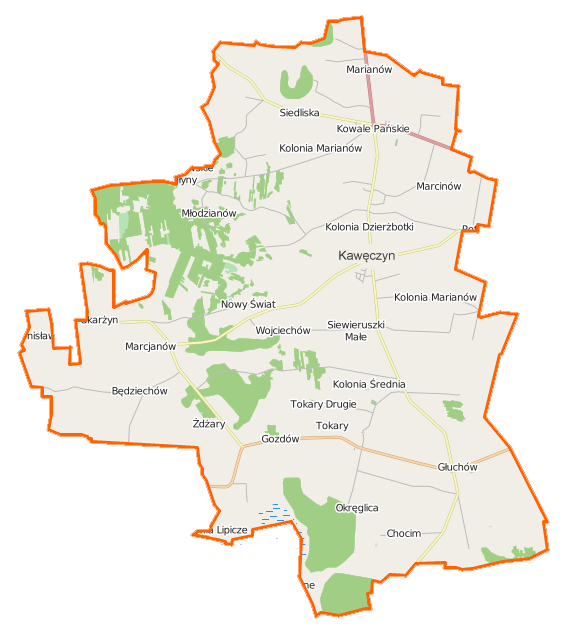
Carte de la gmina de Kawęczyn.